# OV1-9
OV1-9 (Orbiting Vehicle 1-9) – amerykański wojskowy satelita naukowy  z serii OV1. Wystrzelony razem z satelitą OV1-10. Satelita rejestrował promieniowanie korpuskularne i promieniowanie radiowe niskiej częstotliwości w ziemskiej egzosferze, badał wpływ promieniowania na próbki biologiczne i ich analogi. Satelita jako pierwszy dostarczył dowodów na pole elektryczne kuli ziemskiej.

## Opis i działanie

Start rakiety Atlas D z satelitami OV1-09 i OV1-10, 11 grudnia 1966.

OV1-9 miał kształt walca zakończonego stożkami, o wymiarach 1,387 m długości i 0,69 m średnicy. Pokryty był 5 000 ogniwami słonecznymi dostarczającymi 22W energii elektrycznej. Kontrolę nad położeniem statku zapewniało 12 silniczków na podtlenek wodoru. 
Satelita przenosił: eksperyment naukowy (pomiar promieniowania w egzosferze Ziemi) zaprojektowany przez Cambridge Research Laboratories, stanowiące część USAF (AFCRL); zestaw spektrometrów i liczników promieniowania (zakres 1-100 keV); miernik LET i komorę jonizującą mierzącą dawki pochłaniane przez ekwiwalent tkanki żywej; eksperyment inżynieryjny do określania położenia statku przy użyciu detektora Słońca.

## Misja
Satelita został wystrzelony 11 grudnia 1966 z bazy sił powietrznych Vandenberg rakietą Atlas D, wraz z satelitą OV1-10. Pierwszy satelita tej serii wyniesiony na orbitę zbliżoną do okołobiegunowej (a nie na orbitę wsteczną).
W maju 1967, podczas okresu wysokiej aktywności słonecznej, OV1-9 pozyskał pierwsze dane świadczące o istnieniu, wówczas jedynie posutlowanego, ziemskiego pola elektrycznego. Odkrycie zostało dokonane przez dwóch naukowców AFCRL (Ludwig Katz, kpt. Paul Rothwell).